# Greg Germann
Gregory Andrew Germann (Houston, Texas, 26 februari 1958) is een Amerikaanse acteur. Hij is het best bekend voor zijn rol van Richard Fish in de televisieserie Ally McBeal.

## Biografie
Germann werd geboren in Houston en groeide op in Golden, Colorado. Hij begon zijn acteercarrière op Broadway en vanaf 1985 verscheen hij in films en tv-series. Van 1997 speelde hij Richard Fish in Ally McBeal. Ook speelde hij in 1 aflevering van Ghost Whisperer. Hij speelde de rol van Hades in het vijfde seizoen van Once Upon a Time.
Germann is getrouwd en heeft een zoon.